# Schreibtafel von Marsiliana d’Albegna

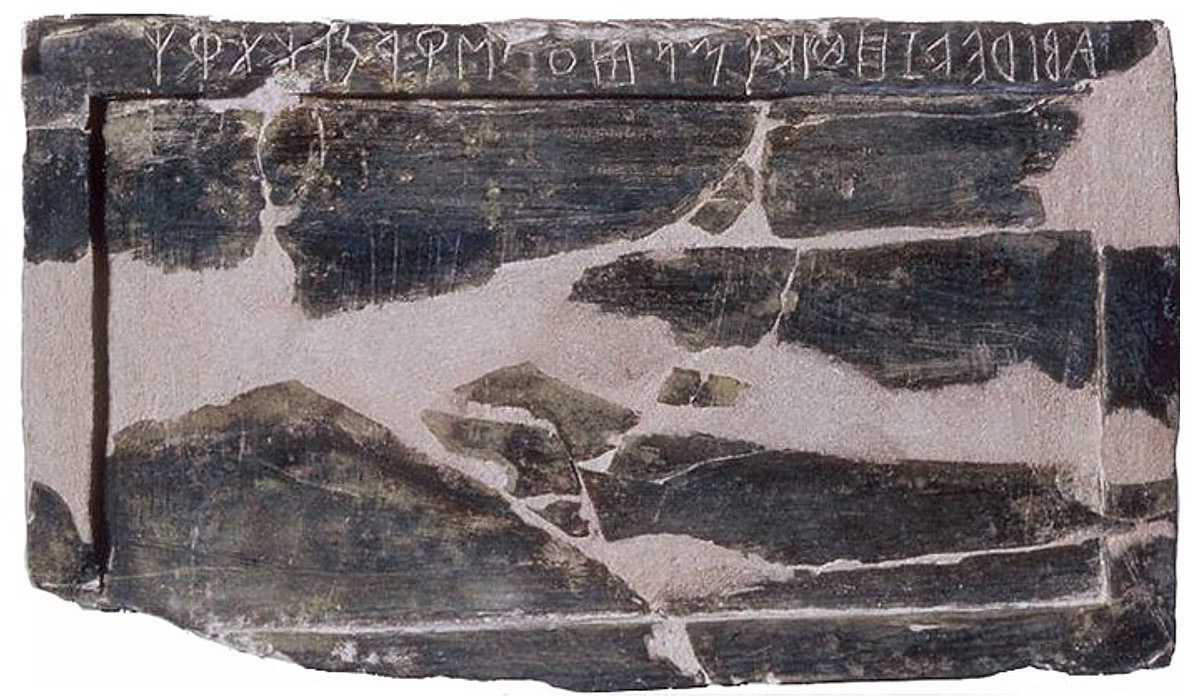
Schreibtafel von Marsiliana d’Albegna

Die Schreibtafel von Marsiliana d’Albegna ist ein etruskisches Artefakt aus dem 7. Jahrhundert v. Chr. und  befindet sich heute im Archäologischen Nationalmuseum von Florenz. Die Schreibtafel war früher mit Wachs beschichtet, sodass mit Hilfe eines Griffels Informationen schriftlich festgehalten werden konnten. Auf dem Rand der Schreibtafel ist ein frühes etruskisches Alphabet eingeritzt.

## Entdeckung
Entdeckt wurde die Schreibtafel 1908 in einem Grab der Nekropole Banditella in der Nähe von Marsiliana d’Albegna, einem Ort der Gemeinde von Manciano in der Provinz Grosseto der Toskana. Das Grab ist auch bekannt als Circolo degli Avori, da sich in ihm zahlreiche Artefakte aus Elfenbein befanden. Von der Schreibtafel waren allerdings nur noch unvollständige Bruchstücke vorhanden. Daher musste beim Zusammenfügen der Teile einiges ergänzt werden. Zusammen mit der Schreibtafel fand man einen Schreibgriffel und einen Schaber mit einem flachen Ende zum Löschen der Inschrift.

## Beschreibung
Die Schreibtafel ist 8,8 cm hoch und 5,1 cm breit und wurde zwischen 675 und 650 v. Chr. aus Elfenbein angefertigt. Sie besitzt einen erhöhten Rand, so dass der entstandene Innenraum mit Wachs gefüllt werden konnte. Die Schrift wurde mit einem Griffel (Stilus) in die Wachsschicht eingekratzt. Daher bezeichnet man ein Schreibgerät dieser Art auch als Wachstafel (lateinisch tabula cerata). 

## Inschrift

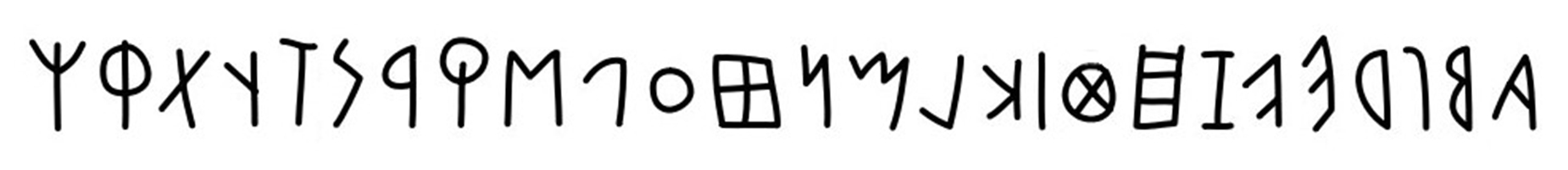
Abecedarium von Marsiliana d’Albegna

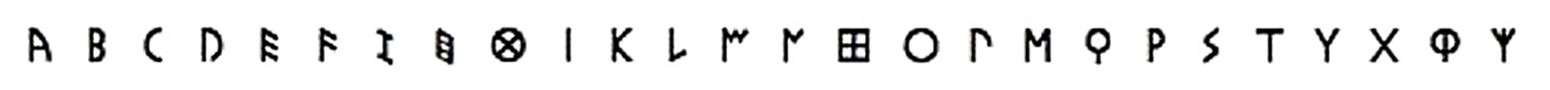
Rechtsläufiges Alphabet aus dem späten 7. Jahrhundert v. Chr.

In den Rand der Schreibtafel ist ein frühes etruskisches Alphabet eingeritzt. Solche Inschriften, die nur ein Alphabet umfassen, bezeichnet man als Abecedarium. Die 26 Buchstaben verlaufen von rechts nach links und entstammen einem westgriechischen Alphabet, das die Etrusker im 7. Jahrhundert v. Chr. von griechischen Siedlern in Kampanien übernommen hatten. Alle Buchstaben bis auf das S sind spiegelverkehrt dargestellt. In Inschriften findet man das S in beiden Varianten.

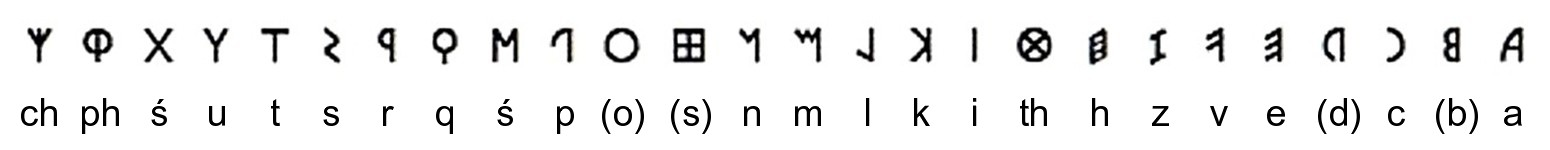
Die Buchstaben des Abecedariums mit Transliteration

Die Etrusker verwendeten in Text-Inschriften nicht alle Buchstaben dieses Alphabets. Die Buchstaben B, D und O kamen nicht zur Anwendung, da die entsprechenden Laute in der etruskischen Sprache nicht vorkamen. Den Laut G kannte das Etruskische ebenfalls nicht, der Buchstabe C für Gamma wurde als Schriftzeichen für einen K-Laut übernommen. Ein S-Laut in Form eines Fensters fand ebenfalls keine Verwendung.
Aus der etruskischen Frühzeit sind noch weitere Abecedarien mit Modell-Alphabeten erhalten geblieben, darunter das Bucchero-Hähnchen von Viterbo, die Bucchero-Amphore von Formello, ein Alabastron aus der Tomba Regolini-Galassi in Cerveteri und ein weiteres Bucchero-Gefäß aus der Nekropole von Sorbo bei Cerveteri. Die Alphabete auf diesen Artefakten zeigen zwar dieselben Buchstaben wie das Alphabet auf der Schreibtafel, sie sind aber rechtsläufig, d. h. von links nach rechts, verfasst. Auch die Buchstaben haben eine umgekehrte Ausrichtung.
Im 7. Jahrhundert fertigten die Etrusker ihre Inschriften zunächst rechtsläufig an, ab dem 6. Jahrhundert v. Chr. linksläufig mit spiegelverkehrten Buchstaben. Bemerkenswert ist, dass das linksläufige Abecedarium von Marsiliana d’Albegna das älteste der bisher gefundenen Abecedarien zu sein scheint.